# Луиджи Галеани
Луиджи Галеани (на италиански: Luigi Galleani; 12 август 1861 г., Верчели, Пиемонт – 4 ноември 1931 г., Каприлиола близо до Аула, Тоскана) - италиански революционер, анархист, теоретик на радикалния анархизъм, водеща фигура в работническото движение на Пиемонт.

## Биография
В политиката от студентските години. Учи в Юридическия факултет на университета в Торино и под заплаха от съдебно производство бяга във Франция, където живее от 1880 до 1900 г. Изгонен от Франция за участие в протести, той се премества в Швейцария. Той се запознава с Елизе Реклю, на когото помага в работата му върху „Nouvelle Géographie Universelle“.
За участието си, заедно със студенти от Женевския университет, в почитането на мъчениците от Хеймаркет - анархисти, екзекутирани в Чикаго през 1887 г. - той е изгонен от Швейцария и се връща в Италия, където през 1895 г. е арестуван и затворен на остров Пантелерия, откъдето успява да избяга през 1900 г. и се укрива в Египет. Тук той живее една година, докато под заплаха от екстрадиция се премества в Лондон и оттам заминава за Съединените щати, където пристига през октомври 1901 г.
През онези години в Съединените щати имаше много анархистки групи и италианците играпт важна роля в движението. В началото на 20 век един от идеолозите на анархистите е Луиджи Галеани. Той е редактор на няколко радикални издания, включително Cronaca Sovversiva, и апологет на „ пропаганда чрез делото “, революционното насилие. По-специално, през 1905 г. Галеани публикува и разпространява сред абонатите на своя бюлетин подробно ръководство за правене на бомби и по-късно многократно се появява в печата, оправдавайки политическия терор. Редица бомбени атентати в американски градове са приписани на неговите последователи, „галеанистите“.
Той е най-известен с използването на насилие, за да елиминира онези, които смята за тирани и потисници, и да действа като катализатор за свалянето на съществуващите държавни институции. От 1914 до 1932 г. последователите на Галеани в Съединените щати извършват серия от бомбени атентати и убийства на институции и лица, които смятат за класови врагове. След като Галеани е депортиран от Съединените щати в Италия през юни 1919 г., неговите последователи извършват бомбения атентат на Уолстрийт през 1920 г., който убива 40 души.
В поредица от принудителни действия, предприети от Министерството на правосъдието на САЩ и имиграционните власти от 1918 до 1921 г. срещу радикалната левица (набезите на Палмър), много „галеанисти“ са арестувани, включително италиано-американските анархисти Никола Сако и Бартоломео Ванцети, които са екзекутирани, въпреки липсата на доказателства срещу тях.
След влизането на Америка в Първата световна война, Галеани става водеща фигура в антивоенното движение, заявявайки, че анархисткото движение е „Срещу войната и против мира, за социална революция!“ и призова последователите си да откажат мобилизация и да се укрият.
Изгонен от Съединените щати през 1917 г. при пристигането си в Торино, Галеани се опитва да продължи да издава Cronaca Sovversiva, но то бързо е затворено от италианските власти. След похода към Рим през 1922 г. той е арестуван и признат за виновен в бунт от новите фашистки власти, които го осъждат на 14 месеца затвор. След това е арестуван още няколко пъти и хвърлен в затвора.
През февруари 1930 г. е освободен поради влошено здраве. Отишъл в Каприлиола, където бил под постоянно полицейско наблюдение. Умира на 4 ноември 1931 г. от инфаркт.